# Landwehr (Germania)
Landwehr è una frazione del comune tedesco di Freden (Leine), in Bassa Sassonia.
Già comune autonomo, fu costituito il 1º marzo 1974 unendo i dissolti comuni di Eyershausen, Ohlenrode e Wetteborn.
Il 1º novembre 2016 fu soppresso e unito a Freden.